# Ales Adamovič
Ales Adamovič (belorusko Алесь Адамовiч), beloruski pisatelj in literarni zgodovinar, * 3. september 1927, † 26. januar 1994, Moskva.
Pisal je v ruskem in beloruskem jeziku. Zaslovel je zlasti s Povestjo o Hatinu iz leta 1974 in z romanom Knjiga o blokadi, ki ga je napisal v letih 1977−81 skupaj z Daniilom Graninom. V teh dveh delih je prikazal grozote vojne na beloruskem in ruskem ozemlju ter veliko moralno moč ljudi. Močno se je angažiral tudi kot publicist v obdobju perestrojke. Med drugim je objavil pacifistično povest Zadnja pastorala leta 1987 in avtobiografsko povest Doživel sem (Vixi) leta 1993.